# 破獄
『破獄』（はごく）は、吉村昭の長編小説。雑誌『世界』に1982年から1983年に連載、岩波書店より1983年11月24日に刊行された。4度の脱獄を繰り返した実在の受刑者・白鳥由栄をモデルに、脱獄の常習犯である主人公とそれを防ごうとする刑務官たちとの闘いを描いた犯罪小説である。第36回読売文学賞（小説部門）、第35回芸術選奨文部大臣賞（文学部門）受賞作品。
1985年と2017年にテレビドラマ化された。

## 概要
戦前から戦後の混乱期にいたるまでの刑務所の実態を克明に描いた歴史小説との解釈も可能である。
吉村は“長きに渡り矯正業務に関わった人物（元刑務官）から聞いた、実在の天才的脱獄犯（白鳥由栄）にまつわる話を基にした”という。
『赤い人』同様、会話文が少なく、地の文が多い。

## 主な登場人物
佐久間 清太郎
主人公。7月31日生まれ。準強盗致死罪による無期刑囚。
5尺2寸の小柄な体型だが、肩幅が広くて腕力がある。斜視。
幼いころ両親と死別して親戚に預けられ、成人した後魚の行商から豆腐店を営むようになっていた。
布団を頭からかぶって寝る癖があり、看守が注意しても直さない。
桜井 均
青森県警察部刑事課長。のちに青森警察署長。
昭和8年に発生した未解決の事件を独自に捜査。粘り強い捜査により佐久間を逮捕するに至る。
佐久間の破獄との連絡を受けて、県下に住む妻子のもとに戻ると考え、部下を張り込ませる。
板橋 長右衛門
岩手県警察部刑事課長で、全国最古参の刑事課長。
面識のあった桜井の要請を受けて、別件で逮捕した佐久間を青森県に移送することを同意する。
山本 銓吉
網走刑務所長。
司法省の信頼に応えるため、移送されてきた佐久間に対して、厳重な管理をすることを決める。
内野 敬太郎
網走刑務所看守部長。柔道・剣道の有段者。
沿岸を防備する第31警備隊に依頼された道路工事のため、駆り出した囚人たちを監視する。
のちに人員不足のため、刑務所内の工場で働く200人の囚人を1人で監視することになる。
亀岡 梅太郎
札幌刑務所戒護課長。囚人監視の最高責任者。前職は網走刑務所看守長。
網走に在籍していたが、当時は庶務課長だったため、札幌で初めて佐久間を担当することになった。
慢性的な食糧不足と老朽化した建物、さらに進駐軍との交渉で苦労する。
オックスフォード
大尉。GHQ軍政部保安課長。
日本人は残酷であるとの考えから、当初は佐久間に対して同情的だったが、実情を知るにつれて再び逃走されることを恐れ、府中刑務所に移送するように手続きを取る。
鈴江 圭三郎
府中刑務所長。
明治大学法学部卒業後司法省に入り、佐久間が収容される前の網走刑務所長、札幌刑務所長を歴任。昭和22年8月から府中刑務所長に着任していた。
行刑局長から佐久間清太郎を府中刑務所に移管されることを告げられ、幹部職員と対策を立てることになる。
鈴江のモデルになった人物が、のちに吉村昭にこの話を語り、「破獄」が書かれた。
あとがきには、「素材の性格上人物のほとんどを仮名にし、同様の意味から協力して下さった多くの関係者の名を記すことをひかえる」、との記述がある。

## 書誌情報
- 破獄（1983年11月24日、岩波書店、ISBN 978-4-00-001848-7）
- 破獄（1986年12月20日〈2011年11月改版〉、新潮文庫、ISBN 978-4-10-111721-8）

## テレビドラマ

### 1985年版
「ドラマスペシャル」としてNHK総合テレビで1985年4月6日の21時から22時30分にスペシャルドラマとして放送された。脚本は山内久。緒形拳と津川雅彦がダブル主演を務めた。第1回芸術作品賞受賞作品。
NHK BSプレミアムにて2020年6月20日の21時から22時30分に再放送された。

#### キャスト（1985年）
- 佐久間清太郎 - 緒形拳
- 鈴江圭三郎 - 津川雅彦
- マキ子 - 中井貴恵
- 網走刑務所長 - 佐野浅夫
- 網走刑務所戒護課長 - 綿引勝彦
- 青森刑務所長 - 小瀬格
- 青森刑務所副看守長 - なべおさみ
- 秋田刑務所保安課長 - 玉川良一
- 札幌刑務所長 - 田武謙三
- 桜井警部補 - 宗近晴見
- 刑事 - 矢野宣
- 二世小尉 - 樋浦勉
- 井原吾一 - 趙方豪
- 安藤看守 - 織本順吉
- 草見潤平
- 山西道広
- 成瀬正
- 内山森彦
- 長谷川弘
- 大友龍三郎
- 田村元治
- 江幡高志
- きくち英一

#### スタッフ（1985年）
- 原作 - 吉村昭
- 脚本 - 山内久
- 美術 - 小川和夫
- 技術 - 佐藤守邦、渡辺敏明
- 効果 - 大和定次
- 照明 - 木下正雄
- カメラ - 村松一彦
- 音声 - 高木忠雄
- 記録 - 那須正尚
- 演出 - 佐藤幹夫
- 制作 - 村上慧

### 2017年版
2017年4月12日にテレビ東京で開局記念日スペシャルドラマとして放送された。視聴率は6.9%（ビデオリサーチ調べ、関東地区・世帯・リアルタイム）。
フランスのカンヌで開催された世界最大規模の国際テレビ番組見本市「MIPCOM 2017」で、「MIPCOM BUYERS’ AWARD for Japanese Drama」グランプリ、国際ドラマフェスティバル in TOKYOのメインイベント「東京ドラマアウォード2017」の作品賞「単発ドラマ部門」のグランプリを受賞した。
主演のビートたけしは無期懲役囚・佐久間清太郎役のオファーを1985年以降に受けていたものの、雪の中を走るのが嫌で断っていた。しかし本作は看守役でのオファーでいつもとは違うタイプの役であったため、チャレンジすることを決めたという。佐久間を演じた山田孝之は、他の全ての仕事をやめて撮影と役作りに没頭、身体を鍛え、津軽弁を練習し、マイナス気温の網浜や長野でふんどし一丁で雪の中を走ったり、手錠を手足につけた状態で壁に頭を打ちつけたりするなどの過酷な撮影を行った。

#### キャスト（2017年）
- 浦田進（看守部長） - ビートたけし[7]
- 佐久間清太郎 - 山田孝之[12]
- 大田坂洋（小菅刑務所所長） - 松重豊[13]
- 仁科久（札幌刑務所所長） - 寺島進[13]
- 田島公平（通訳） - 渡辺いっけい[13]
- 泉吾郎（網走刑務所看守部長） - 勝村政信[13]
- 藤原吉太（網走刑務所専任看守） - 池内博之[13]
- 野本金之助（網走刑務所看守） - 中村蒼[13]
- 貫井千吉（網走刑務所所長） - 橋爪功[13]
- 香取豊吉（札幌刑務所看守） - 上杉柊平[4]
- 今野太（憲兵） - 渡辺邦斗[4]
- 太田照夫（館員） - 水間ロン[4]
- 丸蔵之助（網走刑務所囚人） - ダンカン[4]
- 三角四郎（網走刑務所看守） - 岩田丸[4]
- 住本三郎（札幌刑務所看守） - 芦川誠[4]
- 久保川俊二（刑事） - 田村幸士[4]
- 畑正一（秋田刑務所看守） - 内村遥[4]
- 浦田美代子（浦田進の娘） - 吉田羊[14]
- 佐久間光（佐久間清太郎の妻） - 満島ひかり[14]

#### スタッフ（2017年）
- 原作 - 吉村昭 『破獄』（新潮文庫刊）
- 脚本 - 池端俊策
- 監督 - 深川栄洋
- 音楽 - 福廣秀一朗
- サウンドデザイン - 石井和之
- 法律監修 - 太田達也
- 刑務所監修 - 小柳武
- 刑務所所作指導 - 加藤正明
- 方言指導 - 楠美聖寿
- 民謡監修 - 福士あけみ、成田雲竹女
- 題字 - 武田双雲
- 特殊メイク - 藤原カクセイ
- CG - 田中貴志
- アクションコーディネーター - 大道寺俊典
- ロケ協力 - 網走刑務所、博物館網走監獄、いばらきフィルムコミッション、深谷フィルムコミッション、石岡フィルムコミッション、諏訪圏フィルムコミッション　ほか
- 技術協力 - IMAGICA、Kカンパニー
- 美術協力 - 東映東京撮影所美術部、高津装飾美術、日映装飾美術
- プロデューサー - 田淵俊彦（テレビ東京）、川村庄子（テレビ東京）、浅野敦也（ドリマックス・テレビジョン）、橘康仁（ドリマックス・テレビジョン）
- 協力 - オフィス北野
- 制作プロダクション - ドリマックス・テレビジョン
- 制作著作 - テレビ東京

## 関連文献
- 日本放送作家組合（編）、1986年5月26日『テレビドラマ代表作選集 1986年版』日本放送作家組合、59–91頁。